# Nigel Rogers
Nigel David Rogers (Wellington (Shropshire), Engeland, 21 maart 1935 - 19 januari 2022) was een Britse tenor, dirigent en muziekpedagoog.

## Levensloop
Rogers was koorzanger in King’s College, Cambridge (1953-1956). Hij werd Bachelor of Arts (1956) en Master of Arts (1960). Hij studeerde verder in Rome (1957), Milaan (1958-1959) en aan de Muziekhogeschool van München (1959-1961) bij de bariton Gerhard Hüsch.
Hij begon zijn carrière als zanger van barokmuziek bij het vocaal kwartet Studio der frühen Musik in München (1961). In 1965 vestigde hij zich weer in Engeland. In 1969 debuteerde hij bij de Opera van Amsterdam. Hij was een veelgevraagd solozanger voor de tenorpartij bij uitvoeringen van oratoria, passies en andere barokmuziek voor koor, orkest en solozangers. Zijn fluwelen stem was zeer herkenbaar.
Sinds 1978 doceerde hij zang aan het Royal College of Music in Londen.
In 1979 stichtte hij het vocaal ensemble Chiaroscuro voor het vertolken van Italiaanse barokmuziek. In 1985 debuteerde hij als dirigent.
In 1987 maakte Rogers deel uit van de jury voor de internationale wedstrijd barokinstrumenten en zang in het kader van het Musica Antiqua Festival in Brugge.

## Discografie
Rogers heeft een zeventigtal platenopnamen op zijn actief, gaande van muziek van Guillaume de Machault tot aan die van Franz Schubert. Hij heeft zich vooral gewijd aan de muziek van Claudio Monteverdi.
Te vermelden zijn:
- Monteverdi, Vespers en Orfeo
- John Dowland, lute songs
- Sigismondo d'lndia

## Publicaties
Rogers heeft gepubliceerd in muziektijdschriften en academische tijdschriften, zoals
- Chapter on Voice
- Companion to Baroque Music